# Scelio cruentatus
Scelio cruentatus är en stekelart som beskrevs av Alan Parkhurst Dodd 1914. Scelio cruentatus ingår i släktet Scelio och familjen Scelionidae. Inga underarter finns listade i Catalogue of Life.